# Eragrostis dentifera
Eragrostis dentifera är en gräsart som beskrevs av Georg Oskar Edmund Launert. Eragrostis dentifera ingår i släktet kärleksgrässläktet, och familjen gräs.
Artens utbredningsområde är Zambia. Inga underarter finns listade i Catalogue of Life.